# Grundtjärnen (Skellefteå socken, Västerbotten)
Grundtjärnen är en sjö i Skellefteå kommun i Västerbotten och ingår i Kågeälven-Skellefteälvens kustområde. Sjön har en area på 0,0396 kvadratkilometer och ligger 42,2 meter över havet.

## Delavrinningsområde
Grundtjärnen ingår i det delavrinningsområde (719301-175422) som SMHI kallar för Mynnar i havet. Medelhöjden är 49 meter över havet och ytan är 13,4 kvadratkilometer. Det finns inga avrinningsområden uppströms utan avrinningsområdet är högsta punkten. Avrinningsområdets utflöde Harrbäcken mynnar i havet. Avrinningsområdet består mestadels av skog (84 procent). Avrinningsområdet har 0,04 kvadratkilometer vattenytor vilket ger det en sjöprocent på 0,3 procent.